# Temesghen Zehaie Abraha
Pour les articles homonymes, voir Abraha (homonymie).
Temesghen Zehaie Abraha est un cinéaste érythréen, principalement réalisateur et scénariste.

## Biographie
En 1993, Temesghen Zehaie Abraha fonde l'Erythrean Video Service, qui produit deux des premiers longs métrages érythréens : Barut en 1997 puis Minister en 2002.

## Filmographie
- 1997 : Barut (long métrage - réalisation, scénariste)
- 2002 : Minister (long métrage - réalisation, scénariste)